# Kumanovo
Kumanovo (mazedonisch Куманово; albanisch Kumanova, indefinit Kumanovë) ist mit über 73.000 Einwohnern (2016) die zweitgrößte Stadt Nordmazedoniens und liegt im Norden des Landes nahe der serbischen Grenze. Die Stadt ist ein wichtiger Standort für die Landwirtschaft und die Energieproduktion Nordmazedoniens. Sie ist Verwaltungssitz der gleichnamigen Gemeinde, die Teil der Region Nordosten ist.

## Bevölkerung
Bei der Volkszählung 2002 wurden für die Stadt 70.842 Einwohner ermittelt, für die Gemeinde 108.471 Einwohner. Ethnisch teilten sie sich wie folgt auf:
- 65.516 Mazedonier (60,4 %)
- 28.093 Albaner (25,9 %)
- 9.328 Serben (8,6 %)
- 4.338 Roma (4,0 %)

## Geschichte
Im Mittelalter befand sich Kumanovo an der zur damaligen Zeit strategisch wichtigen Ost-West-Straße von Adrianopel und Philippopolis über Welbaschd und Kriva Palanka nach Skopje und weiter zu den adriatischen Häfen Dyrrachion, Valona und Kanina. Im späten Mittelalter war die heutige Stadt als Teil der historischen Region Zegligovo Teil des Despotats von Welbaschd.
Um 1395 geriet das heutige Kumanovo unter osmanische Herrschaft. Zu dieser Zeit war die Siedlung ein Dorf. Der Name Kumanovo stammt von den Kumanen (auch: Kiptschak genannt), die sich in dieser Region vom 12. bis zum 13. Jahrhundert niederließen und wurde zum ersten Mal in den osmanischen Registern, den sogenannten Tahrir-Büchern (1517–1519) erwähnt. Die Siedlung hatte zu diesem Zeitpunkt neunzehn türkischen und dreiunddreißig christlichen Haushalten. Im 16. Jahrhundert entwickelte sich das Dorf zu einer muslimisch geprägten Siedlung und wurde im frühen 16. Jahrhundert mit dem Bau einer großen Kuppelmoschee durch den Tataren Sinan Bey zur Stadt. Die Moschee ist eines der wichtigsten Beispiele osmanischer Architektur in der Region. Nach den Tahrir-Aufzeichnungen von 1570 gab es in Kumanovo zweiundfünfzig muslimische und neunzehn christliche Haushalte, von denen einige offenbar später zum Islam konvertierten. Die Region wurde größtenteils von bulgarische und serbischsprachigen Christen bewohnt, während die Kumanen, die sich in den Dörfern Kumaničevo, Turkovce und Vragoturci niederließen, von ersteren zwei assimiliert wurden.
Der osmanische Reisende Evliya Çelebi, der die Region 1665 besuchte, gab nur eine beschwerliche Beschreibung von Kumanovo. Ihm zufolge war Kumanovo das Zentrum einer Woiwodschaft im Sandschak von Skopje und verfügte über 600 Ziegelhäuser sowie eine Tekke, ein Han und ein Badehaus. Die Stadt hätte ein angenehmes Klima und eine schöne Moschee im Basar.
Im 19. Jahrhundert entwickelte sich Kumanovo rasch. Der deutsch-österreichische Publizist Ami Boué gab für das Jahr 1836 eine Bevölkerung von 3.000 Einwohnern an. Im Zuge der Tanzimat-Reformen im osmanischen Reich von 1856 konnte sich eine bulgarische Kirchengemeinde bilden. Der österreichische Konsul Johann Georg von Hahn beschrieb  in seinem Reise von Belgrad nach Salonik Kumanovo für das Jahr 1858 als eine schnell wachsende Stadt mit 680 Haushalten (300 Muslime, 350 christliche Bulgaren und 30 Roma) und 3.500 Einwohnern. Laut von Hahn verfügte die Stadt über einen großen Marktbereich, auf dem Handel und Verkauf von lokale Erzeugnisse, insbesondere Wolle betrieben wird. Es gibt einen großen Uhrenturm (Sahat Kula), zwei Moscheen mit Minaretten und eine große Kirche (Sveti Nikola) im Bau. Für die ganze Kaaza Kumanovo gab Georg von Hahn an, dass sie 134 Dörfer umfasst, von denen etwa neunzig von bulgarischen Christen und die übrigen von teilweise türkischsprachigen Muslimen bewohnt werden. So wurde zwei Jahre von dem 1870 erlassenen Ferman zur Errichtung des Bulgarischen Exarchats 1868 in Kumanovo ein Plebiszit durchgeführt in der sich die Bevölkerung vom Ökumenischen Patriarchat von Konstantinopel loslöste.

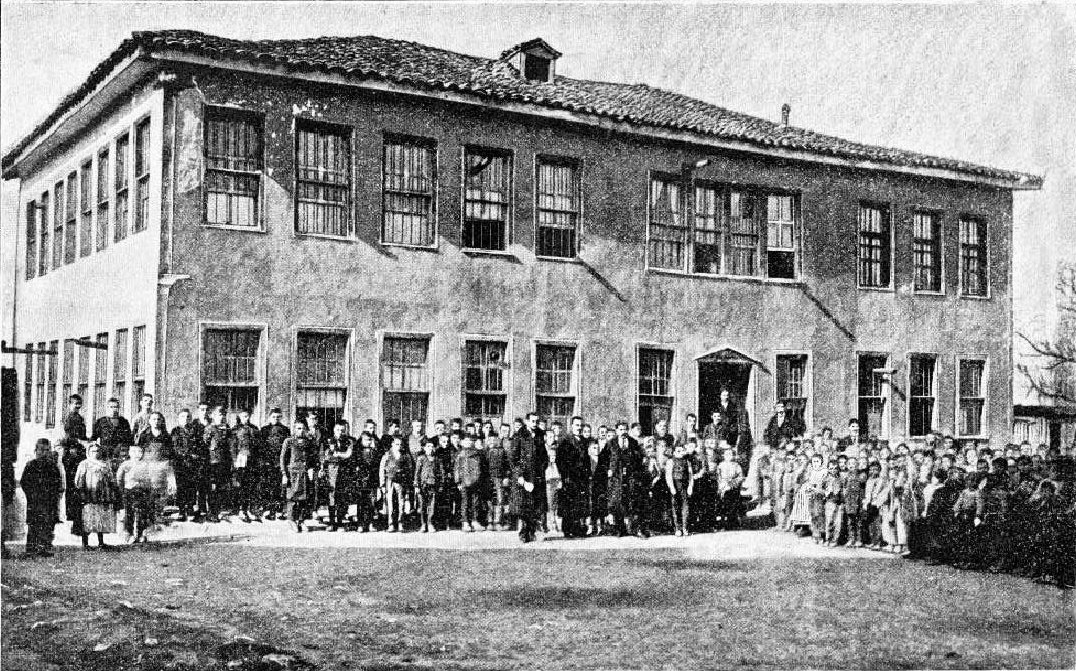
Schüler der bulgarischen Schule von Kumanovo vor deren Gebäude (vor 1910)

1888 wurde Kumanovo an das osmanische Bahnnetz angeschlossen und Station der Bahnlinie Pristina-Skopje-Saloniki. Laut dem bulgarischen Ethnographen Wassil Kantschow zählte Kumanovo um 1900 7.700 bulgarische, 5.800 türkische, 600 arnautische, 350 romanische, 50 walachische und 30 jüdische Einwohner. Um 1905 zählte die Stadt 8.592 christliche Einwohner. Zu dieser Zeit gab es in der Stadt ein bulgarisches und ein serbisches Progymnasium sowie eine bulgarische, eine serbische und eine walachische Grundschule. Zu dieser Zeit war Kumanovo Zentrum einer Kaza im Sandschak Kosovo im gleichnamigen Vilâyet.
Im ersten Balkankrieg 1912 konnte die serbische Armee in der Schlacht von Kumanovo die osmanische Westarmee unter Zeki Pascha schlagen und die Region erobern, die Stadt wurde in der Folge Teil des Königreich Jugoslawiens. Nach dem Balkanfeldzug der Wehrmacht im April 1941 wurde Kumanovo zwischen 1941 und 1944 durch Bulgarien, als Teil der Klodius-Popow-Vereinbarung mit dem Dritten Reich, besetzt. In dieser Zeit war der aus Kilkis stammende Milan Gozew, Neffe von Goze Deltschew Bürgermeister der Stadt.
Die Stadt ist von historischer Bedeutung für den nordmazedonischen Staat, der seine Anfänge in dem Antifaschistischen Kampf während des Zweiten Weltkrieges sieht. So begann laut der nordmazedonische Geschichtsschreibung am 11. Oktober 1941 in der Gegend um Kumanovo und in Prilep der „Widerstand gegen den Faschismus“, die bereits am 22. Juni 1941 bei Skopje gebildete Partisanengruppe unter der Leitung von Metodi Schatorow wird dabei aus ideologischen Gründen nicht betrachtet. Tatsächlich formierte sich am 12. Oktober unweit von Kumanovo ein ca. 20. köpfigen, schlecht ausgerüsteten Partisanenzug, der am 15. Oktober für Proviant das Kloster Sveti Prohor Pčinjski überfiel und am 17. Oktober in der Nähe von Staro Nagoričane von der lokalen Polizei, unterstützt von bulgarischen Armeetruppen zerschlagen wurde. Dennoch finden noch heute am 11. Oktober zentrale Feierlichkeiten des Landes in der Stadt statt, die einen wichtigen Teil des mazedonischen Nationenbildung einnehmen. Ab Ende August 1944 zog sich Bulgarien aus den so genannten Neuen Gebieten zurück um ab 9. September den Krieg gegen die Wehrmacht aufzunehmen. Kumanovo wurde daraufhin von der Wehrmacht besetzt. Am 11. November wurde die Stadt von Truppen der 1. Bulgarischen Armee im Zuge der Stracin–Kumanovo Operation von der Wehrmacht erobert und den Kräften der ASNOM überlassen.
Nach dem Ende des Zweiten Weltkriegs wurde Kumanovo Teil der jugoslawischen Teilrepublik Mazedonien. Infolge des politischen Bruches zwischen Titos Jugoslawien und dem sowjetisch geführten Ostblock 1948 wurde die Grenze zu Bulgarien geschlossen. Die traditionell engen Beziehungen mit dem östlichen Nachbar wurden dadurch weitgehend unterbrochen. Kumanovo entwickelte sich daraufhin als ein wichtiger Knotenpunkt an der europäischen Nord-Süd-Achse (Paneuropäischer Verkehrskorridor X) und zu einem lokalen Industriezentrum. Der Großteil der türkischen Bevölkerung der Stadt wanderte in den 1950er Jahren in die Türkei aus.
Am 5. November 1962 ereignete sich bei Kumanovo ein schwerer Eisenbahnunfall, als ein Zug entgleiste. 23 Menschen starben, 17 wurden darüber hinaus verletzt.
Seit 1992 gehört die Stadt zum unabhängigen Nordmazedonien. 1999 fanden in Kumanovo die Waffenstillstandsverhandlungen zur Beendigung des Kosovokriegs statt, die mit dem Abkommen von Kumanovo erfolgreich abgeschlossen wurden.
Bei Gefechten zwischen mazedonischen Sicherheitskräften und bewaffneten albanischen Untergrundkämpfern aus dem Kosovo starben am 9. und 10. Mai 2015 acht Polizeikräfte, 37 weitere Sicherheitskräfte wurden verletzt. 14 Untergrundkämpfer wurden getötet. Nach Angaben der mazedonischen Polizei wurde die Gruppe von fünf Kosovaren kommandiert, von denen drei gefasst wurden. Später bekannte sich eine sogenannte „Nationale Befreiungsarmee“ zu dem Angriff. Die Gefechte kamen mitten in der innenpolitischen Krise Mazedoniens, wo durch abgehörte Audio-Aufnahmen die Glaubwürdigkeit und Legitimität der Regierung stark diskreditiert wurde und weswegen Tausende von Menschen auf die Straße gingen.

## Wirtschaft
Kumanovo bildet aufgrund seiner Metall- und Textilindustrie ein wichtiges Industriezentrum Nordmazedoniens.

## Verkehr

### Straße
Die Autobahn A1, von Veles kommend, führt westlich an der Stadt vorbei und verläuft weiter nach Serbien. Eine andere Fernstraße verläuft nördlich der Stadt, führt über Kriva Palanka zur bulgarischen Grenze, von wo sie weiter nach Sofia verläuft.

### Eisenbahn
Kumanovo liegt an der Magistrale der nordmazedonischen Eisenbahn, der Bahnstrecke Tabanovci–Gevgelija. Der Fahrplan 2019 bot im Personenverkehr in der Verbindung mit Skopje vier Zugpaare des nationalen Verkehrs und ein nur in den Sommermonaten verkehrendes Zugpaar zwischen Griechenland und Belgrad. Weiter ging von Kumanovo eine von der Hauptstrecke abzweigende Strecke nach Osten ab, die 1994 stillgelegt wurde. Diese wurde saniert und wird derzeit in Richtung Bulgarien verlängert, ist aber derzeit (Frühjahr 2020) noch ohne Verkehr. 

### Flugverkehr
Rund 30 Kilometer südlich befindet sich der Flughafen Skopje.

## Sonstiges
Etwa 30 Kilometer im Nordosten der Stadt befindet sich der archäologische Fundplatz der prähistorischen Sternwarte Kokino in der Nähe des gleichnamigen Ortes.

### Städtepartnerschaft
- Lefkoşa, Türkische Republik Nordzypern (seit 2007)

Kumanovo ist die einzige nichttürkische Stadt, mit der der türkische Nordteil Nikosias eine Städtepartnerschaft unterhält.

## Söhne und Töchter der Stadt
- Mara Naceva (1920–2013), kommunistisch-antifaschistische Partisanenkämpferin
- Ace Rusevski (* 1956), Boxer
- Redžep Redžepovski (* 1962), Boxer
- Ismet Jashari (1967–1998), UÇK-Kämpfer und nationaler Held des Kosovo
- Saša Ćirić (* 1968), Fußballspieler
- Dimitar Kovačevski (* 1974), Ökonom und Politiker, Vorsitzender der SDSM und Ministerpräsident Nordmazedoniens (2022–)
- Nataša Mladenovska (* 1986), Handballspielerin
- Mensur Kurtiši (* 1986), Fußballspieler
- Armend Alimi (* 1987), Fußballspieler
- Orhan Mustafi (* 1990), nordmazedonisch-schweizerischer Fußballspieler
- Egzon Shabani (* 1991), Fußballspieler
- Stole Dimitrievski (* 1993), Fußballtorwart
- Taulant Seferi (* 1996), Fußballspieler
- Filip Antovski (* 2000), Fußballspieler